# كوإيتشي يوكوزكي
كوإيتشي يوكوزًكي (باليابانية: 横関 浩一) (11 سبتمبر 1979 في أوساكا في اليابان – )؛ هو لاعب كرة قدم ياباني سابق كان يلعب كمدافع.

## وصلات خارجية
- كوإيتشي يوكوزكي على موقع رابطة كرة القدم اليابانية للمحترفين (اليابانية)